# پرویز شاهبازف
پرویز شاهبازف (به ترکی آذربایجانی: Pərviz Şahbazov) سیاستمدار اهل جمهوری آذربایجان و سکاندار وزارت انرژی این کشور است.

## زندگی‌نامه
پرویز شاهبازف فرزند «اوقتای» در ۲۴ نوامبر سال ۱۹۶۹ در شهر باکو زاده شد. وی دانش‌آموخته آکادمی دولتی نفت آذربایجان بین سال‌های ۱۹۸۶ تا ۱۹۹۲ می‌باشد. در بازه زمانی سال‌های ۱۹۸۸ تا ۱۹۹۹ به سربازی رفت.
در سال ۱۹۹۱، کارنامه شغلی خود را به عنوان دیپلمات در وزارت امور خارجه جمهوری آذربایجان آغاز نمود. بین سال‌های ۱۹۹۱ الی ۱۹۹۲ به عنوان دبیر دوم در قسمت روابط اقتصادی بین‌الملل در وزارت امور خارجه و همچنین ۱۹۹۲ تا ۱۹۹۶ در سفارت جمهوری آذربایجان در کشور آلمان فعالیت داشت. از سال ۱۹۹۶ تا ۲۰۰۱ چند سمت را در این وزارتخانه عهده‌دار شد.
در فاصله زمانی ۱۹۹۸ الی ۲۰۰۱، مشاور سفیر جمهوری آذربایجان در اتریش بود. در سال ۲۰۰۵، به ریاست انجمن امنیت و همکاری سازمان امنیت و همکاری اروپا رسید. در ماه اوت سال ۲۰۰۵، به عنوان سفیر فوق‌العاده و تام‌الاختیار جمهوری آذربایجان راهی آلمان شد، که در این سمت تا سپتامبر ۲۰۱۶ باقی ماند. وی به خوبی به زبان‌های انگلیسی، روسی و آلمانی مسلط است.
در ۱۲ اکتبر سال ۲۰۱۷، به زمامداری وزارت انرژی جمهوری آذربایجان رسید.